# Askut
Askut (també coneguda a l'antic Egipte com a Djer-Setiu) fou una antiga fortalesa egípcia a l'Imperi Mitjà que va ser construïda amb el propòsit d'assegurar la frontera amb Núbia situada a una illa del riu Nil a la vora de la cascada de Saras a mig camí entre Mirgissa i Semna (uns 15 km de cada una). Tenia prop un lloc d'observació (uns 5 km al nord) i protegia la zona entre la cascada de Difinarti (5 km al sud, prop de Shelfak) i les de Murshid i Gemai a 5 i 10 km al nord).
El fort, a uns 351 quilòmetres al sud d'Assuan, fou iniciada probablement per Senusret I (també conegut pel nom grecoromà de Sesostris I) i acabada per Senusret III (entre 1900 i 1800 aC). Mesurava 77 × 87 metres. El mur protector tenia un gruix de 5,3 metres i tenia baluards en forma d'esperó. L'entrada molt fortificada protegia un temple i magatzems al llarg del port. Dins del castell hi havia la casa d'un comandant i les casernes. S'ha descobert ceràmica al lloc datada a principis de la XIII Dinastia. Fou evacuada després del 1700 aC potser vers el 1650 aC.